# Чходжи (станция метро)
«Чходжи» (кор. 초지역) — эстакадная станция Сеульского метро на ветке Ансан Четвёртой линии; это одна из восьми станций на территории Ансана (все на одной линии). В период 1994—30 июня 2012 года станция носила название Кондан. Она представлена двумя боковыми платформами. Станция обслуживается корпорацией железных дорог Кореи (Korail). Расположена в районе Чходжи-дон (адресː 26-3 Choji-dong, 620 Jungangdaero) округа Танвонгу в городе Ансане (провинция Кёнгидо, Республика Корея). На станции установлены платформенные раздвижные двери.
Пассажиропоток — 4 948 чел/день (на 2013 год).
Введена в эксплуатацию на уже действующем участке Кымджон—Ансан, как часть ветки Ансан 4 линии, 10 января 1994 года.
Это одна из 14 станций ветки Ансан (Ansan Line) Четвёртой линии, которая включает такие станцииː Кымджон (443), Санбон, Сурисан, Тэями, Панволь, Санноксу, Университет Ханян в Ансане, Чунан, Коджан, Чходжи, Ансан, Сингиль-ончхон, Чонван, Оидо (456). Длина линии — 26 км.